# ان پیتونیاک
اَن پیتونیاک (انگلیسی: Anne Pitoniak؛ ‏ ۳۰ مارس ۱۹۲۲ – ۲۲ آوریل ۲۰۰۷) بازیگر اهل ایالات متحده آمریکا بود.
از فیلم‌ها یا برنامه‌های تلویزیونی که وی در آن نقش داشته‌است، می‌توان به نظم و قانون: واحد قربانیان ویژه، جایی که پول هست، بازماندگان، اگنس خدا، هزار هکتار، بی‌وفا، اکولایزر، گرینگوی پیر و درخت کریسمس اشاره کرد.